# Байков, Александр Павлович
Алекса́ндр Па́влович Байков (род. 1 октября 1964, Москва) — советский футболист, полузащитник.
Воспитанник ФШМ (Москва), за клуб во второй лиге играл в 1981, 1985—1986 годах. В 1982—1984 годах — в московском «Торпедо». Дебютировал 19 апреля 1983 года в гостевом матче 6 тура чемпионата против «Металлиста» — на 89-й минуте заменил Николая Васильева. Провёл ещё пять матчей в июне.